# Favolacce
Favolacce è un film del 2020 scritto e diretto da Damiano e Fabio D'Innocenzo.
È stato presentato in concorso al Festival di Berlino 2020, dove ha vinto il premio per la miglior sceneggiatura.

## Trama
Prologo di una voce narrante che parla di un diario trovato nell’immondizia, da cui parte una "storia vera, che vera non è, o forse sì".
Nella periferia di Roma vivono alcune famiglie dalla vita apparentemente normale e monotona, tra villette a schiera con giardino. Si tratta in realtà di persone insoddisfatte, invidiose, avide e grottesche.
Vilma è una ragazza che aspetta un figlio dal suo fidanzato, vivendo di stenti e privazioni, senza particolari ambizioni né affetti genuini.
I coniugi Rosa, coppia affettivamente arida, crescono la figlia con scarso amore. Non coltivano vere amicizie, pur frequentando la famiglia Placido, che invidiano per la buona riuscita scolastica dei loro figli e disprezzano in quanto di "classe sociale inferiore".
Bruno Placido è il padre di due figli estremamente educati e istruiti, che in realtà non sono per nulla felici e subiscono il comportamento ora impassibile, ora rabbioso e violento degli adulti. Il figlio maggiore Dennis costruisce una bomba artigianale per uccidere i genitori i quali, seppur scoprendolo, rimangono impassibili. Ada, una vicina di casa, gli propone un incontro intimo, ispirata dai filmati che visiona dal cellulare di suo padre, proposta che non lo irretisce e alla quale desiste.
Amelio vive in un prefabbricato con il timido figlio Geremia. Infantile e rozzo, cerca di plasmare il figlio a sua immagine. Preoccupato per l'episodio delle bombe (anche Geremia ne stava costruendo una), decide di lasciare il posto e trasferirsi in città, in un casamento popolare dove risiede suo cugino.
L'insegnante dei ragazzi viene licenziato per aver fornito i rudimenti per la costruzione degli ordigni sicché, prima di lasciare l'istituto, induce i suoi alunni a prepararsi del veleno, da assumere a una determinata ora, in un singolare rituale di suicidio collettivo.
A questo punto il narratore si scusa per aver deciso di raccontare una storia così triste e per non aver voluto continuare un nuovo diario scritto di suo pugno.
Epilogo con Amelio, il cui figlio è l'unico superstite, che apprende da un notiziario dell'omicidio-suicidio di Vilma e del suo ragazzo a Spinaceto, dopo aver annegato la figlia neonata, probabilmente sotto effetto di stupefacenti: lo stesso genere di notizia di apertura del racconto.

## Produzione

### Sviluppo
Dopo aver esordito a Berlino 2018 con La terra dell'abbastanza, i fratelli D'Innocenzo a dicembre 2019 hanno annunciato l'uscita a breve del loro nuovo progetto, Favolacce appunto, la loro seconda produzione individuale (dopo aver collaborato col regista Matteo Garrone alla sceneggiatura del pluripremiato Dogman).
"Il nostro film è una favola dark tra Italo Calvino e Gianni Rodari. […] È un film che sentiamo che può invecchiare facilmente o lo facciamo adesso o mai più."

### Riprese
Le riprese del film, girate dall'8 giugno al 4 settembre 2019, si sono svolte a Roma e a Nepi.

## Promozione
Il 30 gennaio 2020 è stato pubblicato il teaser del trailer ufficiale.

### Tagline promozionali
- «C'era una volta una favola che oggi non c'è più.»[4]

## Distribuzione
Il film è stato presentato in anteprima al Festival internazionale del cinema di Berlino il 25 febbraio 2020.
La distribuzione del film nelle sale cinematografiche italiane era in programma per il 16 aprile 2020, ma a seguito della pandemia di COVID-19, la pellicola è stata distribuita sulle piattaforme on demand a partire dall'11 maggio 2020.

## Accoglienza

### Incassi
Distribuito nel difficile periodo da pandemia di COVID-19, il film ha incassato al suo debutto 819 euro, diventando il secondo film più visto della giornata. Alla fine della prima settimana ha guadagnato 13000 €. L'incasso complessivo è di 182937 € esatti.

## Riconoscimenti
- 2020 - Festival di Berlino[11]
  - Orso d'argento per la migliore sceneggiatura a Damiano e Fabio D'Innocenzo
  - In competizione per l'Orso d'oro
- 2020 - Nastro d'argento[12]
  - Miglior film
  - Miglior produttore a Agostino Saccà, Giuseppe Saccà, Maria Grazia Saccà, Rai Cinema e Vision Distribution
  - Migliore sceneggiatura a Damiano e Fabio D'Innocenzo
  - Migliore fotografia a Paolo Carnera
  - Migliori costumi a Massimo Cantini Parrini
  - Candidatura per il miglior regista a Damiano e Fabio D'Innocenzo
  - Candidatura per la migliore attrice non protagonista a Barbara Chichiarelli
  - Candidatura per la migliore scenografia a Emita Frigato e Paola Peraro
  - Candidatura per il migliore montaggio a Esmeralda Calabria
  - Candidatura per il miglior casting director a Gabriella Giannattasio e Davide Zurolo
- 2020 - Globo d'oro[13]
  - Miglior regista a Damiano e Fabio D'Innocenzo
  - Miglior sceneggiatura a Damiano e Fabio D'Innocenzo
- 2020 - Ciak d'oro[14][15]
  - Miglior produttore a Pepito Produzioni
  - Miglior regia a Damiano e Fabio D'Innocenzo
  - Migliore sceneggiatura a Damiano e Fabio D'Innocenzo
  - Migliore attrice non protagonista a Barbara Chichiarelli
  - Miglior costumi a Massimo Cantini Parrini
  - Candidatura a miglior film
  - Candidatura a migliore attore protagonista a Elio Germano[16]
- 2021 - David di Donatello
  - Miglior montatore a Esmeralda Calabria
  - Candidatura al miglior film
  - Candidatura alla miglior regia a Damiano e Fabio D'Innocenzo
  - Candidatura alla migliore sceneggiatura originale a Damiano e Fabio D'Innocenzo
  - Candidatura alla migliore attrice non protagonista a Barbara Chichiarelli
  - Candidatura al miglior attore non protagonista a Gabriel Montesi
  - Candidatura al miglior attore non protagonista a Lino Musella
  - Candidatura al miglior produttore a
  - Candidatura al migliore autore della fotografia a Paolo Carnera
  - Candidatura al miglior scenografo a Paolo Bonfini, Paola Peraro, Emita Frigato ed Erika Aversa
  - Candidatura al miglior acconciatore a Daniele Fiori
  - Candidatura al miglior suono
  - Candidatura al David Giovani
- 2021 - Bobbio Film Festival
  - Premio "Gobbo d'oro" al miglior film ai fratelli D'Innocenzo